# 中華人民共和国監察部
中華人民共和国監察部（ちゅうかじんみんきょうわこくかんさつぶ）は、中華人民共和国の「行政監察法」にもとづいて監察を行う機関であった。2018年廃止。

## 沿革
- 1949年10月人民監察委員会が成立
- 1954年政務院が国務院となった後人民監察委員会が監察部に改編
- 1956年監察部廃止
- 1986年12月第6期全国人民代表大会常務委員会の決定により復帰
- 1987年7月1日正式に対外的に執務を行う
- 1993年2月中央、地方の各級の監査機関が合同で監察を行う
- 2018年3月の第13期全国人民代表大会第1次会議で国家監察委員会に改組。

## 職責
- 各省の監察
- 不正公務員の調査、起訴

## 歴任部長
- 譚平山
- 銭瑛
- 尉健行
- 曹慶沢
- 何勇
- 李至倫
- 馬馼
- 黄樹賢
- 楊暁渡